# Políptico da Capela-mor da Sé de Viseu
O Políptico da Capela-mor da Sé de Viseu é um conjunto de pinturas a óleo sobre madeira de carvalho realizadas no período de 1501-06 e que se destinaram a decorar a Capela Mor da Sé de Viseu tendo sido realizadas por uma equipa de pintores dirigida por um mestre actualmente desconhecido, provavelmente de origem flamenga, podendo ter sido Francisco Henriques, obra em que participou certamente o pintor português do renascimento Vasco Fernandes (c. 1475-1542).
O Políptico, pintado sobre madeira da Flandres, era composto por 18 painéis, 14 dos quais se conservam
actualmente no Museu Grão Vasco (Viseu) e um no Seminário de Coimbra. Os painéis foram dispersos após o desmembramento do Políptico no século XVIII, mas posteriormente catorze deles foram reunidos no Museu Grão Vasco. O estudioso Dagoberto Markl sustenta que o Calvário que se encontra no Seminário de Coimbra faz parte deste Políptico. Do Políptico deveria também fazer parte, segundo Dagoberto Markl, aceitando o parecer de Reis Santos, a Assunção da Virgem, um painel central maior do que os outros e que se encontra atualmente no MNAA. Justifica-se que este painel fizesse parte do Políptico pois Santa Maria da Assunção era a padroeira da Sé de Viseu e sem dúvida foi da autoria de Vasco Fernandes porque se verificam semelhanças estilísticas com os painéis que restam do Retábulo da Sé de Lamego.
O grande Políptico da Capela-mor da Sé de Viseu foi encomendado pelo bispo D. Fernando de Miranda (falecido em 1505) e ultimado pelo bispo D. Diogo Ortiz de Vilhegas, sendo constituido por pinturas com passos da Vida de Maria e da Paixão de Cristo.

## Descrição
O Políptico da Capela-mor da Sé de Viseu é constituido pelas seguintes pinturas, todas actualmente agrupadas e expostas no Museu Grão Vasco (imagem acima), excepto o Calvário que se encontra no Seminário de Coimbra: Anunciação; Visitação; Natividade; Adoração dos Reis Magos; Apresentação no Templo; Circuncisão; Fuga para o Egipto; Última Ceia; Cristo no Horto; Prisão de Cristo; Calvário; Descida da Cruz; Ressurreição; Ascensão; Pentecostes
As pinturas, exceptuando o Calvário, estão expostas no Museu em duas filas sobrepostas de sete pinturas em cada fila na sequência a seguir indicada a contar da esquerda para quem olha, primeiro em baixo e depois em cima, correspondendo à cronologia dos episódios bíblicos, conforme o quadro seguinte:
| Última Ceia | Cristo no Horto | Prisão de Cristo | Descida da Cruz         | Ressurreição           | Ascensão    | Pentecostes        |
| Anunciação  | Visitação       | Natividade       | Adoração dos Reis Magos | Apresentação no Templo | Circuncisão | Fuga para o Egipto |

Mas a colocação original dos painéis na Capela-mor da Sé de Viseu deveria ter sido diferente desta apresentação no Museu Grão Vasco. Pelo menos deveria ter havido três filas sobrepostas, o que levou os autores dos painéis colocados acima, a adaptar as imagens, com alongamento do corpo das figuras, para atenuar a deformação de visão pela posição baixa do espectador.

### Anunciação

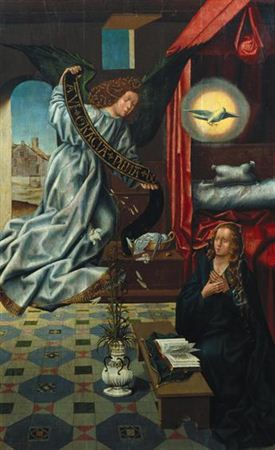
Anunciação

A Anunciação é um dos painéis que constitui o Políptico da Capela-mor da Sé de Viseu, tendo sido criado, tal como as outras componentes deste Políptico, no período entre 1501 e 1506. Tendo de altura 131 cm e de largura 81 cm, a obra representa o episódio bíblico da Anunciação.
Na posição habitual das pinturas sobre o tema da Anunciação, o arcanjo Gabriel surge planando e em posição de genuflexão, na sua missão de mensageiro divino, empunhando o longo filactério de pergaminho com a tradicional inscrição Ave Gratia Plena (Ave Cheia de Graça). A Virgem cruza as mãos à altura do peito em sinal de submissão. A pomba como símbolo do Espírito Santo, está envolta numa auréola luminosa que lhe dá visibilidade e autonomia na composição.
Como é usual, o evento decorre no interior de uma habitação, em que se vê o leito da Virgem e alguns objectos simbólicos, como um vaso com açucenas, o cesto de costura e um livro aberto. Ao fundo, na paisagem, é visível o puteus aquaram viventium (poço de águas vivas) da iconografia mariana. A fisionomia das duas figuras, a cor ruiva e o anelado dos seus cabelos, bem como o tratamento dos tecidos, que conferem volume e acentuam com pregueados a sua monumentalidade, a profundidade espacial através dos elementos decorativos do pavimento, a incidência da luz nos planos intermédios, são indicadores da inspiração flamenga desta pintura. Na mesma linha, destaca-se o cuidado tratamento de alguns pormenores, como o friso de pedras preciosas que remata a longa veste de Gabriel ou o véu transparente da Virgem. Os desgastes e alguns repintes pontuais são visíveis na parte superior do painel, numa zona que originalmente estaria oculta pela estrutura entalhada do Políptico da Capela-mor.

### Visitação

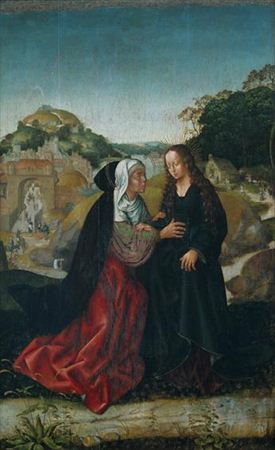
Visitação

A Visitação é um dos painéis que constitui o Políptico da Capela-mor da Sé de Viseu, tendo sido criado, tal como as outras componentes deste Políptico, no período entre 1501 e 1506. Tendo de altura 131,5 cm e de largura 81,2 cm, a obra representa o episódio bíblico da Visitação.
A Virgem e Santa Isabel estão em primeiro plano num terraço decorado com temas vegetais tratado com rigor de ilustração botânica. Um largo fundo paisagístico, que prolonga até ao infinito o horizonte visual, enquadra a cena do abraço entre as duas primas. À esquerda vislumbra-se com pormenor uma cidade habitada, com diversas figuras, entre elas um mendigo, nas mais diversas actividades. A arquitectura de inspiração nórdica é representada com minúcia, permitindo identificar na fachada de um dos edifícios um relógio mecânico. Na paisagem, as elevações rochosas e a variância de tons claros e escuros permitem diferenciar planos e sugerir a profundidade sistemática do espaço.
E se existem erros anatómicos identificáveis nas duas figuras femininas, ou na coloração da sua pele, acentuados por alterações posteriores, a qualidade pictórica do fundo, numa gama muito diversificada de tonalidades de azul, é notável. De facto, no horizonte, as formas dos montes e os conjuntos arbóreos diluem-se em efeitos atmosféricos magistralmente sugeridos. A necessidade de destacar a pintura dos painéis das salientes estruturas entalhadas e douradas e da fraca iluminação dos locais onde permaneciam, é um dado a ter em conta para entender a importância do tipo de efeitos luminosos, bem como o recurso a cores vivas e contrastantes.

### Natividade

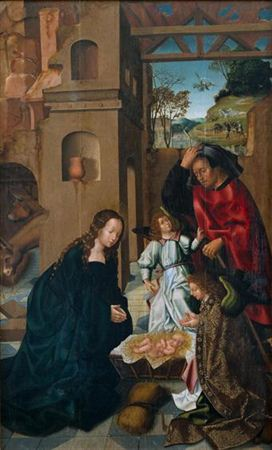
Natividade

A Natividade é um dos painéis que constitui o Políptico da Capela-mor da Sé de Viseu, tendo sido criado, tal como as outras componentes deste Políptico, no período entre 1501 e 1506. Tendo de altura 131 cm e de largura 81 cm, a obra representa o episódio bíblico do  nascimento de Jesus.
Em primeiro plano, Jesus recém-nascido é rodeado pela Virgem, São José e dois anjos. A composição triangular centra-se no Menino Jesus sendo estruturada pelos olhares convergentes das figuras, exceptuando apenas o de um anjo que a sugerir o teatro litúrgico medieval puxa o manto de São José. A Natividade tem lugar num edifício em ruínas onde surgem, à esquerda, as cabeças dos animais tradicionais, a vaca e o burro. Por uma abertura, e num fundo paisagístico, vislumbra-se a representação de outro evento: a Anunciação aos Pastores. Um pormenor iconográfico interessante é o molho de espigas de trigo colocado junto ao Menino e que, de acordo com Erwin Panofsky, alude ao local de nascimento de Cristo, a "Casa do Pão". No fundo paisagístico, uma árvore despida de folhagem, seguida de uma semelhante rejuvenescida, sugerem, respectivamente, o Antigo e o Novo Testamento. O realismo dos pormenores em primeiro plano, em contraste com as formas distantes que sugerem o aprofundamento do espaço, a arquitectura correctamente perspectivada, bem como o foco de luz no plano intermédio, apontam para a acção de um pintor com recursos técnicos notáveis.

### Adoração dos Reis Magos

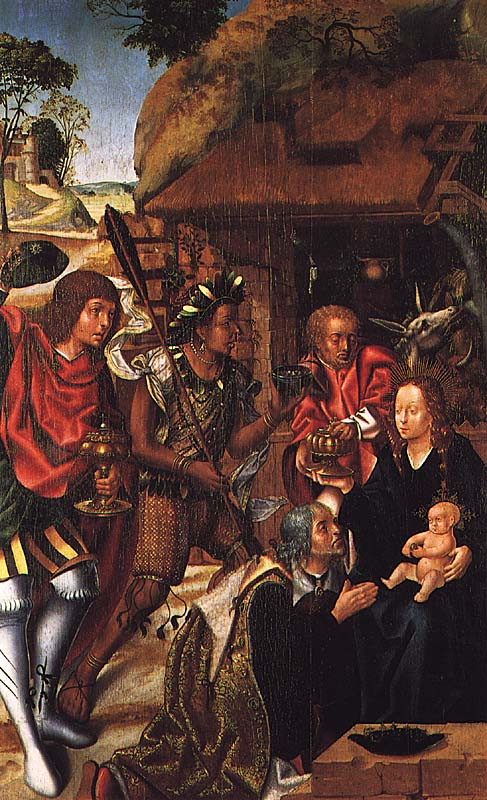
Adoração dos Reis Magos

A Adoração dos Reis Magos é um dos painéis que constitui o Políptico da Capela-mor da Sé de Viseu, tendo sido criado, tal como as outras componentes deste Políptico, no período entre 1501 e 1506.  Tendo de altura 131 cm e de largura 81 cm, a obra representa o episódio bíblico do  Adoração dos Reis Magos.
Elemento distintivo desta representação da Adoração dos Reis Magos é a presença de um Índio brasileiro na figura do rei negro Baltazar, tratando-se da primeira representação de um representante dos Povos indígenas do Brasil na arte ocidental, pouco depois da Descoberta do Brasil. Colocado no centro da composição, Baltazar ostenta um traje onde se misturam influências europeias tradicionais (a camisa e os calções) com a novidade exótica de um toucado de penas, bem como inúmeros colares de contas coloridas, braceletes de ouro nos pulsos e tornozelos, brincos de coral branco, remate de penas, idênticas às do toucado, no decote e na franja do corpete, e uma flecha tupinambá com o seu longo cabo. Segura igualmente uma taça feita de nós de coco montada em prata, o que reforça ainda o seu carácter exótico.A sua inserção em episódio evangélico tão importante salienta a ideia da cristianização do continente recém-descoberto pelos europeus e a disponibilidade da população indígena para a mensagem cristã.
O painel comprova também o esforço de realismo minucioso dos pormenores bem ao gosto flamengo que o autor procurou seguir. Assim, são de notar a textura do brocado ricamente adornado do Rei Mago (Gaspar?) de joelhos, em primeiro plano, o brilho dos metais, o rigor descritivo da cabana, onde figuram, para além dos animais tradicionais, um vaso de barro e uma vela acesa, ou o tratamento da paisagem arquitectónica em pano de fundo.

### Apresentação no Templo

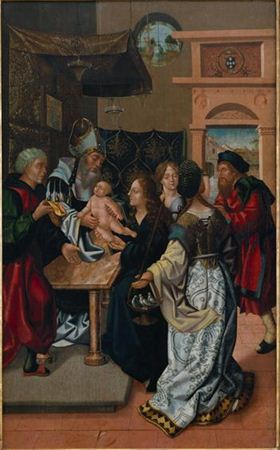
Apresentação no Templo

A Apresentação no Templo é um dos painéis que constitui o Políptico da Capela-mor da Sé de Viseu, tendo sido criado, tal como as outras componentes deste Políptico, no período entre 1501 e 1506. Tendo de altura 132  cm e de largura 83 cm, a obra representa o episódio bíblico da Apresentação de Jesus no Templo.
A Virgem e o velho Simeão seguram o Menino que apresenta um corpo inesperadamente musculado havendo outras personagens que participam como acompanhantes e acólitos, verificando-se uma iconografia rica e detalhada especialmente neste painel. Em primeiro plano e de costas, uma figura feminina segura com a mão esquerda um cesto com três pombos o que corresponde ao cumprimento da lei de Moisés, pela qual neste acto seriam oferecidos em sacrifício um par de rolas ou dois pombos. No tondo colocado na parte central superior da parede do fundo, está representado um tema do Antigo Testamento: o anjo segura a mão de Abraão no momento do Sacrifício de Isaac. Na mesma parede do fundo, deixando entrever um fundo arquitectónico, surge um pórtico de arquitectura já renascentista, encimado pelo escudo português.
Por outro lado, as figuras centrais e as suas vestes são pintados de forma minuciosa. O velho Simeão surge ricamente vestido, colocado sob um dossel em brocado e de alguns candelabros de refinado desenho. O pequeno fragmento cerâmico que se desprende do pavimento é exemplo de realismo, enquanto na figura feminina que se apresenta de costas não existe qualquer tratamento pictural ao nível do rosto. Esta simplificação, algumas incongruências na representação do espaço, a monumentalidade das figuras e o uso de cores fortes e contrastantes derivam, também, da necessidade de conjugar estas pinturas num grande políptico.

### Circuncisão

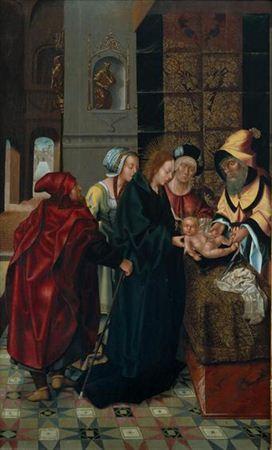
Circuncisão

A Circuncisão é um dos painéis que constitui o Políptico da Capela-mor da Sé de Viseu, tendo sido criado, tal como as outras componentes deste Políptico, no período entre 1501 e 1506. Tendo de altura 134 cm e de largura 83 cm, a obra representa o episódio bíblico da Circuncisão de Jesus.
O Sacerdote e a Virgem seguram o Menino Jesus já circuncidado, cujo rosto se orienta no sentido do espectador, enquanto São José e duas figuras femininas acompanham o acto que decorre sob um altar de mármore parcialmente coberto por um rico pano de brocado que se prolonga da parede do fundo. O realismo da toalha e da faca ensanguentadas decorre também da função pedagógica das imagens, ocorrendo noutros pormenores, como o osso que remata o bordão de São José, a fiada de pedras preciosas do toucado de uma figura feminina ou nas duas esculturas em fundo, cujo reflexo de luz traduz a natureza metálica das mesmas. A figura de São José parece demasiado volumosa e deve ter resultado da necessidade de preenchimento do espaço em virtude da dificuldade em sugerir a sua profundidade.

### Fuga para o Egipto

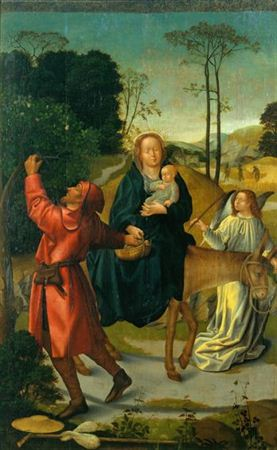
Fuga para o Egipto

A Fuga para o Egipto é um dos painéis que constitui o Políptico da Capela-mor da Sé de Viseu, tendo sido criado, tal como as outras componentes deste Políptico, no período entre 1501 e 1506. Tendo de altura 133 cm e de largura 82 cm, a obra representa o episódio bíblico da Fuga para o Egipto.
Relatada sucintamente no Evangelho de Mateus, e para além das três personagens essenciais - o Menino Jesus, a Virgem Maria e São José, a representação do episódio bíblico inspira-se com frequência nas pitorescas descrições dos textos apócrifos, sendo enriquecida com figuras e temas acessórios. Neste caso, o pintor representou um anjo a guiar os fugitivos, São José colhe frutos de uma árvore e verifica-se ainda a presença, em fundo, do tema do Milagre da Seara.
A Virgem e o Menino adormecido, envoltos numa luz uniforme, figuram no centro de uma composição rigorosamente triangular. Em contraste com a serenidade deles, um anjo intensamente iluminado, e de expressão determinada, conduz o burro segurando uma palma, que parece simbolizar a futura Paixão de Cristo. A luz de grande intensidade dramática, que acentua o valor simbólico das figuras, é característica dos vários painéis do Políptico. O seu efeito sobre as pregas da longa veste do anjo é diferente do das vestes da Virgem e de São José o que indicia uma técnica notável, também patente no soberbo efeito luminoso que envolve a paisagem distante. Tal como nos restantes painéis, verifica-se a desenho pormenorizado da cena: o bordão com bolsa e o chapéu entre espécies vegetais de grande realismo; as ferraduras do jumento marcadas no chão; o cesto com pêras ou a técnica miniaturista na representação da folhagem das árvores.

### Última Ceia

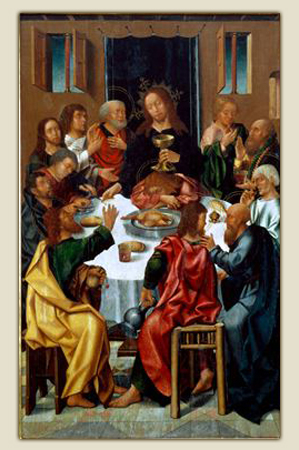
Última Ceia (1501-06), de Francisco Henriques?, no Museu Grão Vasco

A Última Ceia é um dos painéis que constitui o Políptico da Capela-mor da Sé de Viseu, tendo sido criado, tal como as outras componentes deste Políptico, no período entre 1501 e 1506. Tendo de altura 131 cm e de largura 81 cm, a obra representa o episódio bíblico da Última Ceia.
Pelo seu alto significado litúrgico e místico, a Última Ceia é um dos temas mais importantes da iconografia cristã estando associada ao anúncio por Jesus da Paixão, à sua despedida dos apóstolos e à instituição da comunhão eucarística. As liberdades interpretativas dos artistas, com o consentimento tácito das autoridades eclesiásticas, levaram à introdução de variantes iconográficas. Neste caso, Cristo e os Apóstolos reúnem-se em torno de uma mesa redonda que tem, além do pão e do vinho habituais, uma travessa com uma ave, em vez do cordeiro da tradição judaica que por vezes é representado.
A anatomia menos precisa das figuras, parcialmente disfarçada com vestes de formas angulosas, e a pobreza da decoração da parede em fundo com um simples pano preto ladeado por duas janelas, constitui uma diferença vincada com os painéis anteriores do Políptico. Mas subsiste o preciso realismo à maneira nórdica que se verifica, por exemplo, no reflexo da luz no cálice ou na sombra do copo de vinho sobre a toalha. Por outro lado, as semelhanças entre esta pintura e a correspondente do Políptico da Capela-mor da Igreja de S. Francisco de Évora, atribuído ao pintor flamengo Francisco Henriques, apontam para a participação deste pintor, e da equipa que com ele veio da Flandres, no Políptico da Capela-mor da Sé de Viseu.

### Cristo no Horto

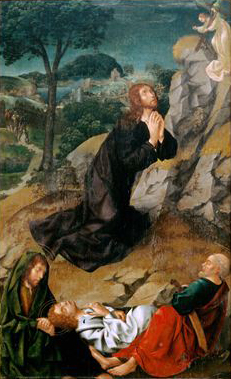
Cristo no Horto (1501-06) de Francisco Henriques?, no Museu Grão Vasco

Cristo no Horto é um dos painéis que constitui o Políptico da Capela-mor da Sé de Viseu, tendo sido criado, tal como as outras componentes deste Políptico, no período entre 1501 e 1506. Tendo de altura 131 cm e de largura 81 cm, a obra representa o episódio bíblico da Agonia no Getsêmani.
Jesus em oração ocupa o espaço central da cena, olhando para o céu enquanto um anjo surge ao alto para o apaziguar. Em primeiro plano, estão três apóstolos despreocupadamente adormecidos. A meia distância, numa paisagem de transição entre a noite e o dia, vem um grupo de soldados para prender Jesus.
As figuras, especialmente a de Jesus, cujo manto parece recortar-se e desprender-se do solo, denotam ausência de peso. E apesar das incorrecções anatómicas da figura de São Pedro, de perfil, com a adaga debaixo do braço, este painel, pela utilização sensível e dramática da luz e pelo equilíbrio da composição, é o mais interessante do ciclo da Paixão. E à semelhança do que sucede a Última Ceia, os materiais figurativos apontam para uma relação directa entre este painel e o correspondente da Igreja de São Francisco de Évora, pelo que se justifica supor-se que se trata do mesmo autor.
Adriano de Gusmão sublinha nesta pintura «o modo original e de tão belo efeito como se dispõe a composição, no contraste entre a ensombrada figura de Cristo e a luz que irradia um dos seus discípulos adormecido entre os outros dois companheiros».:140

### Prisão de Cristo

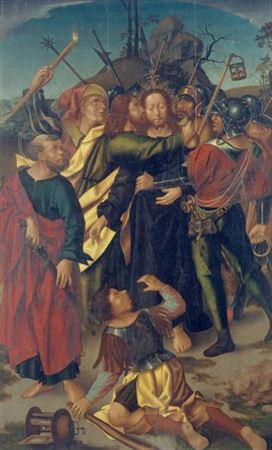
Prisão de Cristo

A Prisão de Cristo é um dos painéis que constitui o Políptico da Capela-mor da Sé de Viseu, tendo sido criado, tal como as outras componentes deste Políptico, no período entre 1501 e 1506. Tendo de altura 132 cm e de largura 79 cm, a obra representa o episódio bíblico da Prisão de Cristo.
Judas, vestido com o habitual manto amarelo e segurando o saco de moedas, símbolos da traição, abraça Jesus Cristo e beija-lhe a face. O grupo de soldados armados rodeia estas duas figuras principais. Cristo segura com a mão direita a orelha ensanguentada de Malco que está de joelhos no solo, em primeiro plano, enquanto São Pedro volta a embainhar a sua espada.
Este painel, a par da Última Ceia e de Pentecostes, denota incapacidades técnicas na representação da figura humana. São evidentes as incorrecções na figura expressiva de Malco, de joelhos no chão em primeiro plano, ou de São Pedro, cuja cabeça está desarticulada em relação ao corpo. Mas a contrariar estes evidentes arcaísmos formais, verifica-se uma técnica apurada no desenho de armas e adereços, bem como no uso de técnicas para evidenciar pormenores: o braço de Cristo com a orelha a sangrar de Malco recorta-se no manto amarelo de Judas. O monte em fundo quase descoberto de vegetação e o troço de paisagem azulada na distância revelam a simplicidade desta composição que deve ter sido inspirada na gravura sobre o mesmo tema de Martin Schongauer.
Um pretenso monograma «J.E.» existente nesta pintura indicará porventura o nome de um dos colaboradores na realização do Políptico.:140

### Descida da Cruz

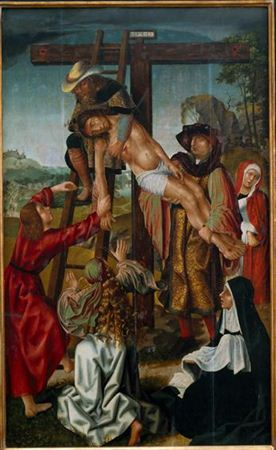
Descida da Cruz

Descida da Cruz é um dos painéis que constitui o Políptico da Capela-mor da Sé de Viseu, tendo sido criado, tal como as outras componentes deste Políptico, no período entre 1501 e 1506. Tendo de altura 133 cm e de largura 83 cm, a obra representa o episódio bíblico da Descida da Cruz.
Colocado na diagonal, o corpo de Jesus Cristo é retirado da cruz por José de Arimateia, Nicodemos e São João Evangelista. Santa Madalena, de costas e com um joelho no solo, manifesta com os braços no ar a sua comoção. Maria está no canto inferior direito numa atitude de contida tristeza segurando o sudário. Uma terceira figura feminina integra a cena. Os rostos expressivos da Virgem e da santa mulher, a agitação de Madalena, bem como a intensidade cromática, reforçam o dramatismo à cena.
A Descida da Cruz é um dos painéis mais interessantes da série da Paixão, cujas soluções figurativas têm um tratamento mais simplificado que os da série da Vida da Virgem e da Infância de Jesus. Teria estado colocado na terceira fiada superior do Político comprovado pelo arco oval formado pelas nuvens que unia todos os painéis da última fiada, com a excepção do Pentecostes, cuja cena decorre necessariamente num espaço interior. É necessário ter em conta também que a grande altura destes conjuntos polípticos implicava um ângulo de visão deformante ao observador, o que de certo modo justifica os frequentes erros de figuração, quando visto de perto e a pequena altura, e algumas simplificações de composição.

### Ressurreição

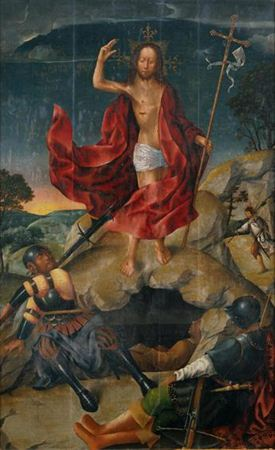
Ressurreição

Ressurreição é um dos painéis que constitui o Políptico da Capela-mor da Sé de Viseu, tendo sido criado, tal como as outras componentes deste Políptico, no período entre 1501 e 1506. Tendo de altura 132 cm e de largura 82 cm, a obra representa o episódio bíblico da Ressurreição de Cristo.
Jesus Cristo é naturalmente a figura central deste painel elevando-se triunfante do túmulo escavado na rocha. Dois soldados, ainda adormecidos, permanecem alheados do acontecimento o que contrasta com o soldado da esquerda que expressa surpresa. Na paisagem em fundo, revela-se o alvorecer simbólico. Pelo desenho das figuras e dos montes rochosos, este painel não difere dos restantes da mesma série da Paixão. As sucessivas elevações rochosas, com uma gama variada de tonalidades de castanho, permitem a sugestão de aprofundamento do espaço.
As compreensíveis dificuldades na concepção da figura de Cristo, parcialmente ultrapassadas com o manto, devem ser relativizadas face à hipotética posição do painel na estrutura do Políptico. Dado que se situaria na terceira fila superior (a contar de baixo), o autor procurou, pelo alongamento da parte superior do corpo, atenuar a deformação de visão pela posição baixa do espectador. Por outro lado, o tema exige um movimento ascendente de Jesus, razão pela qual o autor optou pela teatralidade da sua imagem elevando a ponta do manto. A forma das pregas, além de uma certa constância do tipo de rostos, é um dos aspectos que contribui para uniformizar os diferentes painéis desta obra colectiva. Os repintes visíveis na parte superior devem-se à tentativa, após a retirada dos painéis da Capela-mor da Sé de Viseu (séc. XVII), de ocultar o suporte que estaria originalmente oculto pela estrutura de suporte.

### Ascensão

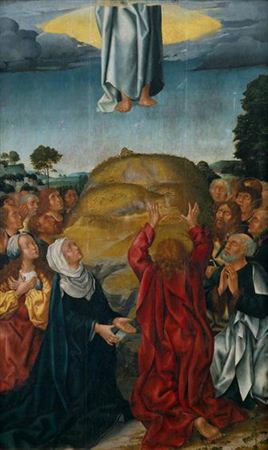
Ascensão

A Ascensão é um dos painéis que constitui o Políptico da Capela-mor da Sé de Viseu, tendo sido criado, tal como as outras componentes deste Políptico, no período entre 1501 e 1506. Tendo de altura 133 cm e de largura 82 cm, a obra representa o episódio bíblico da Ascensão de Cristo.
Em torno de uma elevação rochosa central, com sugestivas formas impressas, a Virgem Maria, Madalena e os apóstolos assistem à subida de Jesus Cristo ao céu. Para assinalar o movimento ascendente da figura de Cristo, apenas representado a meio-corpo, recorre-se à elevação da cabeça e do olhar das personagens e acentua-se, com alguns gestos, a expressão desta verticalidade, como é o caso da figura de costas, cujas mãos se elevam acima do corpo, ou das mãos da Virgem que, ao sugerirem a perda, conferem movimento e dramatismo à cena. Ao longe, um pequeno barco descrito como minúcia, num espelho de água entre denso arvoredo, constitui um elemento paisagístico para sugerir a distância em relação à cena.
Repetem-se neste painel alguns rostos, como o de Madalena, e mesmo alguns pormenores, como a figura que ostenta um rebuço multicolor que se pode encontrar num dos apóstolos sentados em redor da mesa da Última Ceia. 

### Pentecostes

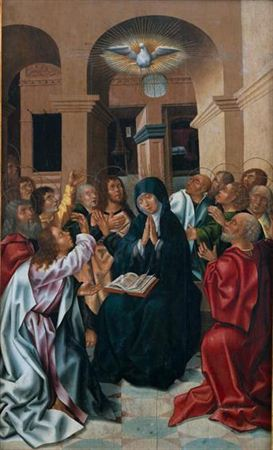
Pentecostes

Pentecostes é um dos painéis que constitui o Políptico da Capela-mor da Sé de Viseu, tendo sido criado, tal como as outras componentes deste Políptico, no período entre 1501 e 1506. Tendo de altura 133 cm e de largura 82 cm, a obra representa o episódio bíblico do Pentecostes.
A Descida do Espírito Santo está representada pela pomba a planar, cena que decorre no interior de uma habitação, vendo-se ao fundo um leito e uma lareira. A Virgem Maria ocupa o espaço centro da composição, tendo ao seu redor os doze Apóstolos, cuja admiração se manifesta pelos gestos de braços e pela posição levantada da cabeça e do olhar. Os erros de escala e de perspectiva que enquadram a cena ilustram a dificuldade de compatibilizar o universo criativo de vários autores nos diferentes painéis deste Políptico.

## Apreciação
Para Pedro Dias e Vítor Serrão, trata-se de obra de forte influência flamenga dirigida provavelmente por um ainda desconhecido mestre nórdico cuja proximidade é oficina de Francisco Henriques é de ponderar segundo Reynaldo dos Santos, mas em que intervieram vários pintores de nível desigual, um dos quais foi certamente o jovem Vasco Fernandes, que em algumas pinturas, como em Jesus no Horto, aplicou em figuras humanas e tecidos peculiaridades que haveria de desenvolver com maior arrojo na sua maturidade.:140
Para Luís Reis Santos, trata-se de um «conjunto de mérito artístico muito irregular. O desigual valor dos painéis que o constituem e até de vários pormenores numa mesma pintura demonstra que foi obra de parceria. E que os erros de escala e perspectiva, os defeitos no desenho e na modelação, e as ingenuidades e deformações que nele se notam são devidos à intervenção de ajudantes menos hábeis».:140
Ainda segundo Pedro Dias e Vítor Serrão, se parece certa a participação de Vasco Fernandes em vários dos painéis, e mesmo na Adoração dos Magos, muito divulgada esta pela presença de um Índio brasileiro na figura do Mago negro, não é de aceitar a posição do estudioso viseense Botelho Pereira que afirma que o conjunto foi dirigido por este pintor, antes se devendo averiguar a hipótese de ter sido um mestre flamengo a dirigir o Políptico no seu conjunto.:140
Adriano de Gusmão também defende esta ideia, sublinhando «os tons claros das roupagens e s cabeleiras douradas emoldurando os rostos das figuras femininas, de uma carnação estranhamente desvanecida, como a de todos os demais figurantes destas cenas.:140

### Ligação externa
- Página oficial do Museu Nacional Grão Vasco na página da DG Património Cultural